# Ariadne (imperatriz)
Élia Ariadne (em latim: Aelia Ariadne) ou simplesmente Ariadne foi uma imperatriz-consorte bizantina, esposa dos imperadores Zenão e de seu sucessor Anastácio I Dicoro.

## Família
Ariadne era filha de Leão I, o Trácio e Élia Verina, uma irmã de Basilisco. Ela tinha uma irmã caçula, Leôncia, que primeiro foi noiva de Júlio Patrício, um filho de Áspar. O compromisso foi provavelmente anulado quando Áspar e outro filho dele, Ardabúrio, foram assassinados em 471. Leôncia então se casou com Marciano, um filho do imperador Antêmio. O casal liderou uma fracassada revolta contra Zenão em 478-479 e terminaram exilados para a Isáuria após a derrota final.
Um irmão mais novo, cujo nome não se sabe, nasceu em 463 e morreu cinco meses depois. As únicas fontes sobre são um horóscopo feito por Retório e uma hagiografia de Daniel, o Estilita.

## Casamento
Ariadne nasceu antes da morte de Marciano (r. 450-457). Em janeiro de 457, Marciano finalmente cedeu à sua enfermidade, supostamente uma gangrena. Ele deixou uma filha, Márcia Eufêmia, e o marido dela, Antêmio. Leão era, nesta época, o tribuno dos maciários, um regimento que portava a mattea (latim para a maça) como arma principal. Ele foi proclamado imperador com o apoio de Áspar, o mestre dos soldados (magister militum). Em 7 de fevereiro de 457, Leão foi coroado pelo patriarca de Constantinopla Anatólio na primeira coroação a envolver o patriarca desta forma. Assim começou a participação de Ariadne na família imperial.
Em 461, Leão fundou os excubitores como um contrapeso aos soldados germânicos de Áspar. Ele recrutou a maioria de seus membros entre os robustos guerreiros isauros. Em 466, Tearasicodissa, um oficial isauro dos excubitores apresentou evidências de que Ardabúrio, um filho de Áspar, seria culpado de traição. O escândalo provocou uma ruptura nas relações entre Áspar e Leão, o que aumentou a dependência do imperador em relação aos excubitores. Em 467, a aliança entre Leão e Tarasicodissa foi selada com o casamento de Ariadne ao oficial. Para se tornar mais palatável para a conservadora hierarquia romana e para a população que falava majoritariamente o grego, o marido de Ariadne trocou seu nome para Zenão. O filho único do casal, Leão, nasceu logo no primeiro ano do casamento.

## Reinado de Leão
Em 471, Áspar e Ardabúrio foram assassinados dentro do Grande Palácio de Constantinopla por ordens de Leão, que recebeu a alcunha de "Macelles" ("Carniceiro") pela crueldade das mortes. Zenão então se tornou, involuntariamente, o único aliado de Leão no exército bizantino.
Leão II foi proclamado césar em outubro de 473 e efetivamente se tornou o herdeiro-aparente ao trono por ser o parente masculino mais próximo de Leão I. Em 18 de janeiro de 474, Leão I morreu de disenteria e seu neto imediatamente o sucedeu. Ariadne se tornou então a imperatriz-mãe.
Uma vez que Leão II era muito jovem para reinar sozinho, Ariadne e sua mãe, Verina, o convenceram a coroar Zenão como co-imperador, o que aconteceu em 9 de fevereiro de 474. Quando Leão adoeceu em morreu em 17 de novembro, Zenão se tornou o único imperador com Ariadne como sua imperatriz-consorte.

## Consorte
O novo imperador não era particularmente popular por conta das origens bárbaras de Zenão, que atraía a antipatia da população de Constantinopla. Além disso, a forte facção germânica entre os militares, lideradas por Teodorico Estrabão, não gostava dos oficiais isauros que Leão I havia trazido para reduzir sua dependência em relação aos germânicos ostrogodos. Finalmente, Zenão alienou seu general e companheiro Ilo.
Basilisco e Élia Verina aproveitaram-se da situação para articular uma conspiração contra seus parentes por casamento. Em 475, uma revolta popular contra o imperador irrompeu na capital e, com o apoio militar de Teodorico Estrabão, Ilo e Armato, tomou o controle de Constantinopla. Verina convenceu seu genro a deixar a cidade e Zenão fugiu para sua terra natal, levando consigo alguns dos oficiais isauros que viviam na capital imperial e também o tesouro bizantino. Basilisco foi então proclamado "augusto" em 9 de fevereiro de 475 no Palácio Hebdomo pelos ministros do palácio e o Senado Bizantino. A horda que se formou em Constantinopla conseguiu se vingar de Zenão executando quase todos os isauros que permaneceram na cidade.
Porém, Basilisco conseguiu se afastar de quase todos os aliados mais importantes. Patrício, o mestre dos ofícios e amante de Verina, foi executado para controlar as aspirações dela de elevá-lo ao trono. Como consequência, Verina posteriormente armou contra Basilisco para se vingar. Teodorico e Armato foram promovidos a mestre dos soldados e mestre dos soldados na presença (magister militum praesentialis), mas eles queriam mais. Finalmente, o apoio de Ilo estava também, com grande probabilidade, minguando por causa do massacre ao isauros que Basilisco permitiu que ocorresse.
Em 476, tanto Ilo quanto Armato desertaram para o lado de Zenão, o que permitiu que ele, em agosto, cercasse Constantinopla. O líder dos godos da Panônia, Teodorico, o Amal (e que futuramente seria conhecido como Teodorico, o Grande), se aliou com Zenão. Suas ordens eram que ele atacasse Basilisco e os seus godos federados da Trácia, liderados por Teodorico Estrabão. Sua recompensa seria receber o título de mestre dos soldados mantido por Estrabão e todos os pagamentos antes devidos aos godos trácios. Já se sugeriu que Constantinopla estaria então indefesa durante o cerco de Zenão por que Teodorico Estrabão teria marchado para o norte para conter a ameaça de seu homônimo. O Senado então abriu os portões da cidade para o isauro e permitiu que Zenão retomasse o trono. Ariadne era a sua imperatriz.
Em 479, Ariadne entrou em conflito com o marido sobre o destino da mãe dela, pois Verina tinha tentado assassinar Ilo e acabou presa por ele. Ela também tinha apoiado a revolta do seu outro genro, Marciano, mesmo durante o seu cativeiro. Mesmo assim, Ariadne tentou obter a libertação dela, primeiro com Zenão e, em seguida, com o próprio Ilo, a pedido do imperador. Ele não somente recusou-se a atender o pedido dela como a acusou de querer colocar outra pessoa no trono do marido dela, o que a irritou e fez com que ela, assim como a mãe, tentasse assassinar Ilo. Jordanes atribuiu o ódio dela a uma diferente causa: ele afirma que Ilo teria enchido a cabeça de Zenão com suspeitas maliciosas, o que teria impelido Zenão contra ela. Os assassinos contratados por ela falharam na tarefa, mas conseguiram cortar uma orelha de Ilo antes de serem presos. Apesar de saber do caso, Zenão parece ter sido incapaz de salvar-lhes a vida.
A briga parece não ter tido efeitos duradouros sobre o casamento deles. Ela permaneceu casada com Zenão até a morte dele em 9 de abril de 491. A augusta conseguiu escolher o sucessor do marido no trono e, ao mesmo tempo, um novo marido para si na pessoa de Anastácio I Dicoro, um oficial palaciano (silenciário), em detrimento de Longino, o irmão de Zenão. Anastácio foi proclamado imperador em 11 de abril e eles se casaram em 20 de maio do mesmo ano. Porém, o casamento não teve filhos.
Ariadne morreu em Constantinopla em 515 e foi enterrada na Igreja dos Santos Apóstolos. Anastácio foi enterrado ao lado dela em 518.